# Vilma Roos
Vilma Mathilda Roos, född 2 mars 1902 i Stockholm, död 1 januari 1991 i Danderyds församling, var en svensk journalist, målare och tecknare.
Hon var dotter till handlaren Axel Konrad Lidén och Wilhelmina Alexandra Berglund och från 1930 gift med författaren Thor Alrik Roos (1900–1974). Hon studerade krokiteckning vid Henrik Blombergs kvällskurser 1928–1929 och deltog sporadiskt i utbildningen vid Blombergs målarskola på dagtid. Under 1930-talet fick hon en tid lektioner i teckning vid Ollers målarskola och 1956–1958 studerade hon målning för Gun Setterdahl vid Stockholms högskolas kursverksamhet. Hon medverkade i utställningen Vi Stockholmare på Stockholms stadsmuseum 1955, tillsammans med Anna Kallstenius, Gustav Nilsson och med verk av Johan August Hall genomförde hon utställningen En blick tillbaka på Lilla Paviljongen i Stockholm. Som journalist medarbetade hon i Svenska Morgonbladet 1946–1947 samt med konstrecensioner i tidskriften Samtid och framtid. Hennes konst består av Stockholmsmotiv i blyertsteckning, blomsterstilleben tecknade med silverstift och målningar med varierande motiv utförda i olja, pastell, eller akvarell.
Vilma Roos är begravd på Djursholms begravningsplats.